# Henriette-Louise de Bourbon

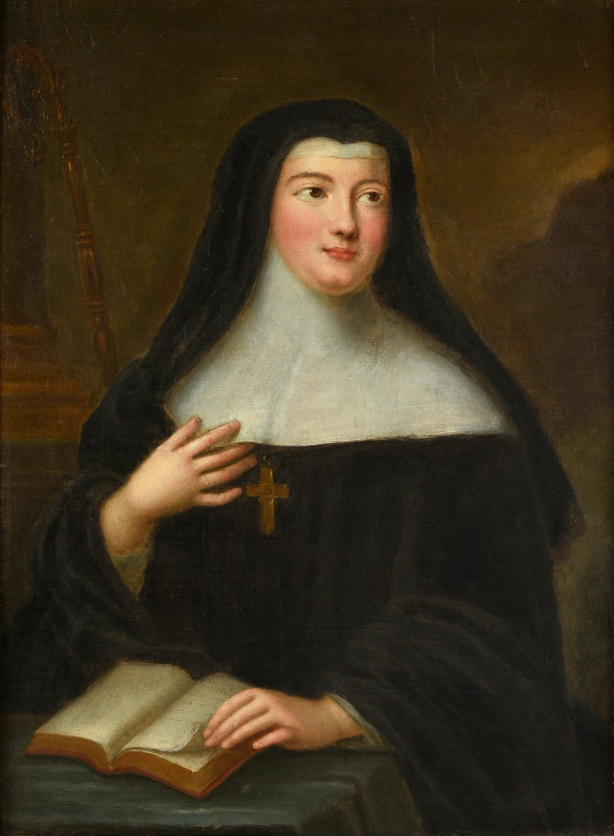
Gemälde von Henriette-Louise de Bourbon (8. Jahrhundert)

Henriette-Louise de Bourbon (* 15. Januar 1703 in Versailles; † 19. September 1772 in Beaumont-lès-Tours, heute: Tours) war eine französische Prinzessin, Enkelin Ludwigs XIV., Benediktinerin und Äbtissin.

## Leben
Henriette Louise Marie Françoise Gabrielle de Bourbon war das siebte Kind von Louis III. de Bourbon, prince de Condé und seiner Gemahlin Louise Françoise de Bourbon, der legitimierten Tochter, die Ludwig XIV. mit Madame de Montespan hatte. Als Enkelin Ludwigs XIV. trug Henriette Louise den Titel „Mademoiselle (später: Madame) de Vermandois“. Sie wuchs in der Abtei Fontevraud auf und hegte schon früh den Wunsch, Nonne zu werden. Deshalb verweigerte sie die Heirat mit dem jungen Ludwig XV. und trat am 14. Januar 1727 in die Benediktinerinnenabtei Beaumont-lès-Tours bei Tours ein. Von 1733 bis zu ihrem Tod war sie Äbtissin des Klosters. Von 1762 bis 1769 erzog sie im Kloster ihre Großnichte Louise-Adélaïde de Bourbon-Condé, die von ihr immer in höchster Verehrung sprechen wird.